# مسجد الحاج سلطان علي
مسجد الحاج سلطان علي (بالأذرية: Hacı Sultanəli məscidi) - أو مسجد أخوندوف - هو مسجد محلي الواقع في شارع سالاتين عسكاروفا 75، في عاصمة باكو. 

## تاريخ المسجد
ويعرف محليا بمسجد مسجد الحاج سلطان علي أو مسجد أخوندوف.
تم تأسيس المسجد الحاج سلطان علي بمبادرة من المليونير حاجي السلطان علي بين 1904 - 1910.
يقع المسجد في عاصمة باكو، بالقرب ميترو «نيظامي». يحتوي مسجد الحاج سلطان علي من طابقين.
الطابق العلوي للسيدات والطابق الأرضي للرجال. 
من حيث مسجد على شكل مربع. المسجد لديه قبة ومئذنة. في البداية تأسس المسجد بدون مئذنة.
و أيضا يحتوي مسجد الحاج سلطان علي على جميع ميزات الهندسة المعمارية الأوروبية والشرقية والمحلية.
في أبريل، عام 2000، بدأت أعمال إعادة البناء والترميم في المسجد. في أكتوبر، عام 2001، تم الانتهاء من أعمال الترميم وتكليف المسجد.